# Reserva biológica Bosque Nuboso Monteverde
La Reserva Biológica Bosque Nuboso Monteverde es una reserva privada ubicada en Costa Rica,  a lo largo de la Sierra de Tilarán, entre las provincias de Puntarenas y Alajuela.
Su nombre se debe a la cercana ciudad de Monteverde y fue fundada en 1972.
La reserva se compone de más de 10 500 hectáreas de selva tropical, y recibe unos 70 000 visitantes al año. Posee 6 zonas ecológicas, el 90 % de las cuales son de bosque virgen.
Los científicos y turistas desde entonces han encontrado una muy alta biodiversidad, que consiste en más de 2500 especies de plantas (incluido un alto porcentaje de todas las especies encontradas en Costa Rica), 100 especies de mamíferos, 400 especies de aves, 120 especies de reptiles y anfibios, y miles de insectos.

## Características
La Reserva Biológica de Monteverde abarca un área de conservación biológica que se localiza en las estribaciones de la Cordillera de Tilarán, en la Provincia de Puntarenas, Costa Rica. La reserva es de propiedad privada y abarca una extensión superior a las 10 000 ha, protegiendo una parte importante de los extensos bosques nubosos de la cordillera de Tilarán. Además forma un corredor biológico con el Parque nacional Volcán Arenal denominado "Complejo de bosque nuboso Arenal-Monteverde".
La zona es visitada anualmente por más de 70 000 turistas que acuden principalmente a observar aves y a contemplar el bosque nuboso. Está situada a 5 km al este del centro de Santa Elena, en el distrito de Monteverde (provincia de Puntarenas).

### Reserva privada
El área corresponde en su totalidad a una reserva privada, propiedad del Centro Científico Tropical (CCT), una ONG científica y educativa costarricense sin fines de lucro, fundada en 1962. La Reserva como tal, fue establecida en 1972 e inmediatamente asumió el CCT su administración
Esta área silvestre fue creada para proteger la flora, la fauna y los recursos hídricos, y para llevar a cabo tanto estudios científicos como programas de educación ambiental.
La Reserva Bosque Nubloso Monteverde abarca ocho zonas biológicas diferentes y cubre un área de unas 10 522 hectáreas.
Es hogar de más de 2000 especies de plantas y árboles, 100 especies de mamíferos, más de 400 especies de pájaros y alrededor de 1200 especies de anfibios y reptiles. Dentro de las especies se encuentran el pájaro campana, jaguares, pumas, monos y sapos.
En cuanto a su flora, es también hábitat de más de 300 especies de orquídeas y 200 especies de helechos.

## Historia

### Llegada de los primeros granjeros al área
En 1951, varias docenas de cuáqueros que tratan de vivir como agricultores se trasladaron y compraron tierras en Costa Rica, fundamentalmente para evitar la Guerra de Corea proyecto, una obligación que contradice la ideología pacifista de los cuáqueros.

### Comienzan las investigaciones biológicas
Los biólogos comenzaron a interesarse por Monteverde en la década de 1960. A pesar de la limitada infraestructura y la escasez de instalaciones adecuadas para la investigación científica en ese entonces, estos primeros investigadores no solo lograron documentar numerosas especies —muchas de ellas nuevas para la ciencia—, sino que varios de ellos decidieron establecerse permanentemente en la zona.
En 1968, el Dr. Joseph Tosi, quien trabajó para el Centro Científico Tropical, una fundación para la conservación tropical, acompañó al Dr. Leslie Holdridge en un viaje a Monteverde. La visita fue parte de un estudio de la región norte de Costa Rica, solicitado por la Oficina Nacional de Planificación del gobierno. Allí, se reunió con el Sr. Hubert Mendenhall, líder de la comunidad cuáquera del momento, que los llevó a ver los bosques primarios que rodearon la comunidad.
Al final de su visita, Holdridge y Tosi recomendaron a la comunidad cuáquera que los bosques nativos fueran preservados lo más posible con el fin de proteger sus fuentes de agua y, dado el fuerte viento que azota la zona, utilizar los bosques como cortavientos para proteger sus campos y hogares.

### Esfuerzos de conservación del monte
Pasaron los años, y en 1972 un joven estudiante graduado, George Powell, visitó el Centro Científico Tropical en San José. Vivió en Monteverde mientras hacía la investigación doctoral sobre las aves de la zona, y encontró que la fauna y los hábitats eran ideales para fines de investigación.
Sorprendido por la extraordinaria riqueza biológica de los bosques nublados, incluyendo el hábitat del endémico sapo dorado, y alarmados por la depredación causada por los cazadores y los ocupantes de tierras, Powell recibió una promesa de la Guacimal Land Company de donar 328 hectáreas de tierra, si podía formar o encontrar una asociación civil que lo patrocinase al hacerse cargo de la propiedad. George usó sus fondos personales para pagarle a varios de los ocupantes ilegales, con la esperanza de establecer una pequeña reserva biológica en la región.
En estos bosques de más de cien especies de mamíferos, más de cuatro centenares de especies de aves y más de dos mil especies de plantas han encontrado su hogar. Es por eso que el coto ha sido aclamado como uno de los más espectaculares refugios de vida silvestre en el mundo. Se han encontrado más de 10 000 especies de insectos en el área. Para acceder allí puede tomarse el autobús (hay dos diarios) desde la ciudad de Monteverde. Para aquellos que no ama a los insectos, tenga en cuenta que más de decenas de miles de especies de insectos se han encontrado aquí! Para llegar hasta aquí forma de Monteverde es muy fácil, ya que hay autobuses que van dos veces al día desde el centro de la ciudad.
En ese momento, había pocos parques nacionales en Costa Rica, y el TSC tenía un programa para crear cotos privados de investigación y enseñanza de la biología, donde cada reserva representaría un área ecológica diferente del país. Inmediatamente, el TSC se interesó en la oferta de Powell y comenzó el proceso que condujo a la adquisición de las 328 hectáreas en abril de 1973. El costo de la granja fue un simbólico 1 colón (menos de 1 dólar estadounidense).
Junto con Powell, la bióloga costarricense Adelaida Chaverri y el especialista en vida silvestre Christopher Vaughn promovieron la creación de este coto privado, una idea menos popular. De hecho, Adelaida Chaverri se convirtió en uno de los patrocinadores, junto con el Dr. Joseph Tosi y otros miembros del TSC, de lo que hoy es el Bosque Nuboso de Monteverde. Ellos proporcionan continuidad al interés expresado por el Dr. George Powell, cuando obtuvo la donación de la primera parcela de tierra para la Reserva.
En 1975, 431 visitantes vinieron a la reserva en ciernes, la mayoría de ellos científicos y observadores de aves. Dos años después, seguía sin haber ningún alojamiento disponible para los visitantes de la comunidad, pero la señora Wood, una cuáquera local, daba una pequeña cama y desayuno en su propia casa, donde los visitantes ocasionales podían pasar la noche.

### Primeros días de turismo
El número de visitantes extranjeros aumentó de 2700 en 1980 a más de 40 000 en 1991. La reserva aumentó de tamaño durante estos años, pero la especie endémica más conocida de la reserva, el sapo dorado, así como el 40 % de la población de anfibios de Monteverde se extinguieron, posiblemente debido al cambio climático global. La pérdida gradual de especies se produce como consecuencia de la fragmentación del bosque.

### A partir de 1990
Hasta 2009 la Reserva Biológica el Bosque Nuboso de Monteverde era visitada por más de 70 000 personas cada año, para conocer la biodiversidad que se encuentra en su interior.
La Reserva tiene autobuses que funcionan dos veces al día saliendo de Monteverde, una casa de campo que alberga hasta 47 visitantes, un pequeño restaurante, una tienda de regalos, el centro de información "Centro de la Naturaleza Monteverde" y jardines de mariposas.

## Biología

### Flora
Las epífitas, que representan el 29% de la flora con 878 especies, son la forma de vida más rica entre las especies de flora en Monteverde. La región de Monteverde es también conocida como el sitio con el mayor número de orquídeas en el mundo. El número total de especies conocidas supera 500, y de éstas, 34 especies descubiertas en la reserva son nuevas para la ciencia.

### Fauna

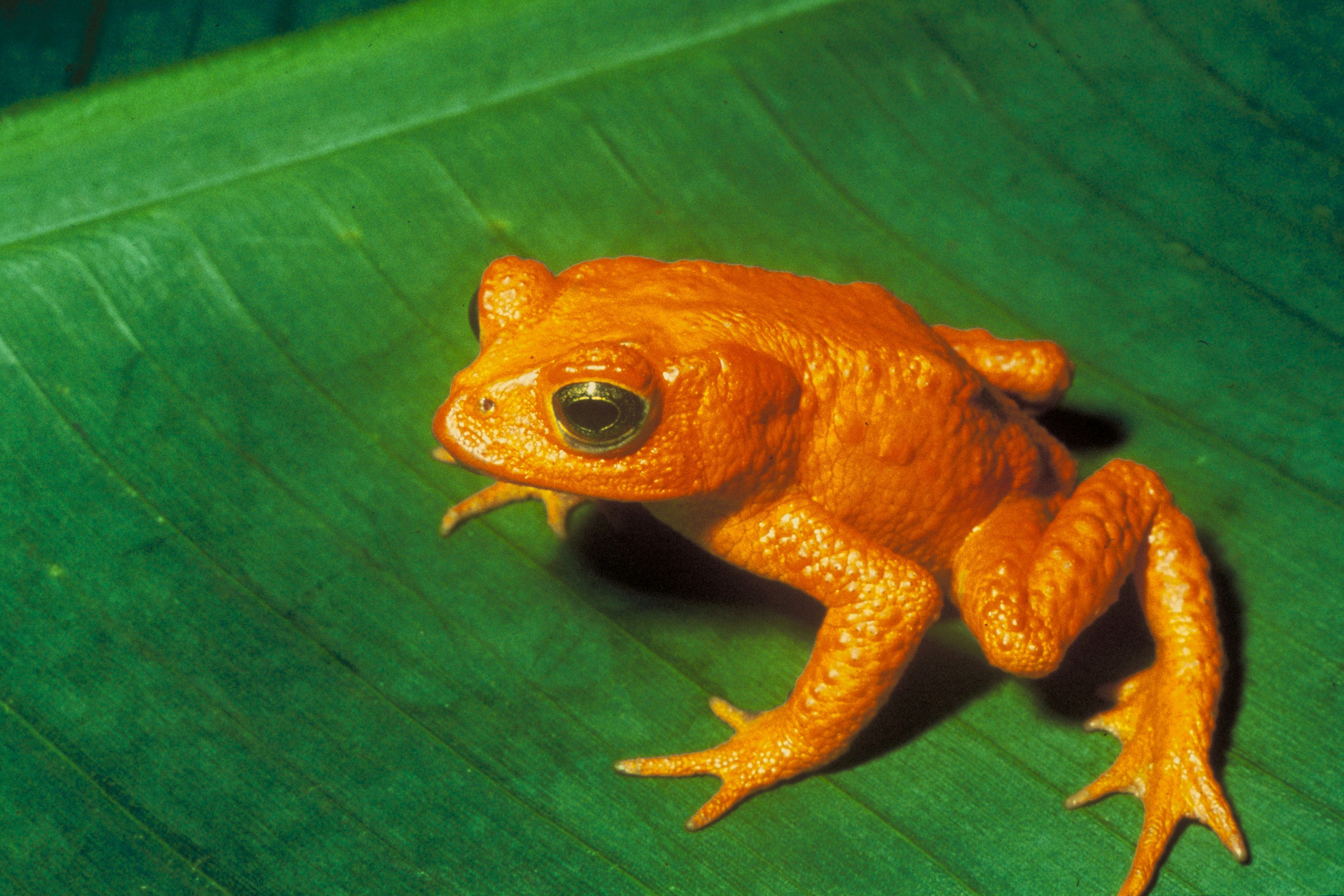
Sapo dorado de Monteverde.

La herpetofauna de la zona consta de 161 especies de anfibios y reptiles. Monteverde es conocida mundialmente como el hábitat del sapo dorado (Bufo periglenes), una especie que desapareció en 1989.
El 91 (21%) de las especies de aves de Monteverde son aves migratorias de larga distancia que se reproducen en Norteamérica y pasan a través de Monteverde durante su migración, o pasan el invierno en la zona. Tres de estas especies, Elanoides forficatus, Legatus leucopahius y Vireo flavoviridis, se reproducen en Monteverde y emigran a América del Sur durante la su fase no reproductiva.
El quetzal resplandeciente (Pharomachrus mocinno) se mueve en temporada de sitios de anidación con alta elevación a las elevaciones más bajas en ambos lados de la separación continental. El comienzo de la migración de las aves campana (Procnias tricarunculata) es similar a la del quetzal, pero la reproducción ocurre cerca de la divisoria continental, de marzo a junio, y es seguido por un movimiento post-reproductivo en bajada por la vertiente del Pacífico durante los meses de agosto y septiembre.
La mayoría de las especies de aves en Monteverde son principalmente insectívoras, dado que las plantas de la región ofrecen una amplia variedad de frutas donde crecen muchos insectos. Las epífitas son recursos importantes, tanto para frugívoros como para insectívoros en Monteverde. A escala mundial, los bosques nubosos de Monteverde son el hogar de diez especies de aves que se consideran en peligro de extinción por la organización Birdlife International en todo el mundo debido a su hábitat muy restringido.
Los mamíferos de Monteverde incluyen a representantes de América del Sur y del Norte como especies endémicas. La fauna de mamíferos de la región incluye 6 especies de marsupiales, 3 ratones almizcleros, al menos 58 murciélagos, 3 primates, 7 edentados, 2 conejos, 1 cerdo de tierra, 3 especies de ardillas, 1 especie de ratón espinoso, por lo menos 15 especies de ratas de cola larga y ratones (familia Murídae), una especie de puercoespín, una especie de agutí, una de pacca, dos cánidos, cinco mustélidos, cuatro especies de procionides, seis especies de felinos, dos especies de cerdos salvajes, dos especies de venados y una especie de tapir.